# Ceriana ornata
Ceriana ornata är en tvåvingeart som först beskrevs av Saunders 1845.  Ceriana ornata ingår i släktet griffelblomflugor, och familjen blomflugor. Inga underarter finns listade i Catalogue of Life.